# Abedus
Abedus is een geslacht van wantsen uit de familie reuzenwaterwantsen (Belostomatidae). Het geslacht werd voor het eerst wetenschappelijk beschreven door Carl Stål in 1862.

## Soorten
Het genus bevat de volgende soorten:

Subgenus Abedus Stål, 1862
- Abedus breviceps Stål, 1862
- Abedus ovatus Stål, 1862
- Abedus parkeri Menke, 1966

Subgenus Deinostoma Kirkaldy, 1897
- Abedus decarloi Menke, 1960
- Abedus dilatatus (Say, 1832)
- Abedus herberti (Hidalgo, 1935)
- Abedus immensus Menke, 1960
- Abedus indentatus (Haldeman, 1854)
- Abedus stangei Menke, 1960

Subgenus Microabedus Hussey & Herring, 1950
- Abedus immaculatus (Say, 1832)

Subgenus Pseudoabedus De Carlo, 1951
- Abedus signoreti Mayr, 1871
- Abedus vicinus Mayr, 1871